# Right to Dream
A Right to Dream Mariah Carey amerikai popénekesnő egyik dala; a Tennessee című film filmzenealbumának első kislemeze.

## Felvételek
A dalt Mariah az általa alakított Krystal szemszögéből énekli. Az énekesnő azt mondta a dalról: „Más volt, mint stúdióalbumhoz írni dalt. A film története, az általam játszott szereplő küzdelme nagyon közel állt a szívemhez, így könnyebb volt megírni. Csak elkezdtem átérezni Krystal fájdalmát és reményét.” „A dal valójában színdarab három felvonásban: Krystal fejlődését mutatja be.” „A forgatás helyszínén dúdolgattam, és arra gondoltam, nagyszerű lenne együtt dolgozni Willie Nelsonnal. Megkerestem, és az egyik koncertje után találkoztunk.”

## Megjelentetése és fogadtatása
A dalt október 20-án küldték el az adult contemporary (AC) rádióknak. A kanadai iTunes-tól ekkor már meg lehetett vásárolni. Az Egyesült Államokban december 2-án jelent meg.
A Los Angeles Times a Right to Dreamet Oscar-esélyesnek nevezte. Jellemzése szerint a dal „visszafogott elegancia, kevés könnyed gitárral és egy csipetnyi késő esti soullal. Az Oscar-díjra legjobb filmbetétdal kategóriában negyvenkilenc dal jelölt, köztük a Right to Dream.

## Videóklip
A dal videóklipjét december 8-án mutatták be. A klipben jelenetek láthatóak a filmből, és Mariah-t is mutatják, amint a stúdióban rögzíti a dalt.

## Helyezések
| Slágerlista (2008)                          | Legmagasabb helyezés |
| ------------------------------------------- | -------------------- |
| USA Billboard Hot Adult Contemporary Tracks | 24                   |